# Населення Луцька
Населення Луцька станом на 1 серпня 2020 року становило 217 486 осіб, що становить 20,8% населення області. На початку 2014 р. за чисельністю населення серед міст України Луцьк посідав 31 місце.

## Історична динаміка
Історична динаміка населення Луцька:
| Рік  | Чисельність населення |
| ---- | --------------------- |
| 1858 | 6 362                 |
| 1867 | 10 656                |
| 1897 | 15 804                |
| 1939 | 38 600                |
| 1959 | 55 663                |
| 1970 | 93 863                |
| 1979 | 137 344               |
| 1989 | 197 724               |
| 2001 | 208 816               |
| 2007 | 206 530               |
| 2008 | 207 586               |
| 2009 | 209 285               |
| 2010 | 210 775               |
| 2011 | 211 783               |
| 2012 | 213 063               |
| 2013 | 214 727               |
| 2014 | 216 076               |
| 2020 | 217 486               |

## Вікова структура
Середній вік населення Луцька за переписом 2001 року становив 34,9 років. Середній вік чоловіків на 3,1 років менший, ніж у жінок (33,2 і 36,3 відповідно). У віці, молодшому за працездатний, знаходилося 42 042 осіб (20,1%), у працездатному  — 134 661 осіб (64,5%), у віці, старшому за працездатний,  — 32 113 осіб (15,4%). За статтю у місті переважали жінки, яких налічувалося 112 848 осіб (54,0%), тоді як чоловіків — 95 968 (46,0%).
Станом на 1 січня 2014 року статево-віковий розподіл населення Луцька був наступним:
| вік         | чоловіки | жінки  | обидві статі |
| ----------- | -------- | ------ | ------------ |
| 0-14        | 18 091   | 17 143 | 35 234       |
| 15-64       | 70 350   | 85 272 | 155 622      |
| 65 і старше | 7 557    | 14 580 | 22 137       |

## Національний склад
Динаміка національного (1931 р. — релігійного) складу населення Луцька за даними переписів, %
|          | 1931 | 1959 | 1989 | 2001 |
| -------- | ---- | ---- | ---- | ---- |
| українці | 17,8 | 76,0 | 86,0 | 92,5 |
| росіяни  | 17,8 | 19,0 | 11,9 | 6,2  |
| білоруси | 17,8 | 1,6  | 0,9  | 0,5  |
| поляки   | 30,0 | 1,0  | 0,3  | 0,2  |
| євреї    | 48,8 | 1,4  | 0,2  | 0,04 |

Згідно з опитуваннями, проведеними Соціологічною групою «Рейтинг» у 2017 році, українці становили 97% населення міста, росіяни — 2%.

## Мовний склад
Динаміка рідної мови населення Луцька за переписами, %
| мова       | 1897 | 1931 | 1989 | 2001 |
| ---------- | ---- | ---- | ---- | ---- |
| українська | 9,4  | 9,3  | 84,9 | 92,9 |
| російська  | 17,0 | 6,4  | 14,2 | 6,8  |
| польська   | 7,8  | 31,9 | 0,2  | 0,1  |
| єврейська  | 59,5 | 46,3 | 0,05 |      |

Українська мова є основною та єдиною офіційною мовою міста.
Згідно з опитуваннями, проведеними Соціологічною групою «Рейтинг» у 2017 році, українською вдома розмовляли 92 % населення міста, російською — 3 %, українською та російською в рівній мірі — 5 %.
Згідно з опитуванням, проведеним Міжнародним республіканським інститутом у квітні-травні 2023 року, українською вдома розмовляли 98 % населення міста, російською — 1 %.
Згідно з опитуванням, проведеним Міжнародним республіканським інститутом у квітні-травні 2024 року, українською вдома розмовляли 98 % населення міста, російською — 4 % (на відміну від опитування 2023 року було дозволено вибір кількох варіантів).